# Henrik Julius av Braunschweig-Wolfenbüttel
Henrik Julius av Braunschweig-Wolfenbüttel, född 15 oktober 1564 på Schloss Hessen, Sachsen-Anhalt, död 20 juli 1613 i Prag, begravd i Wolfenbüttel, hertig till Braunschweig-Lüneburg, var furste av Braunschweig-Wolfenbüttel 1589-1613, furste av Kalenberg 1589-1613. Föräldrar var hertig Julius av Braunschweig-Wolfenbüttel (1528-1589) och Hedwig av Brandenburg (1540-1602).
Han skrev under inflytande av de så kallade engelska komedianterna tolv skådespel som han lät uppföra på sin teater i Wolfenbüttel. De är anlagda på sceneffekt och i motsats till Hans Sachs verk skrivna på prosa.

## Familj
Henrik Julius gifte sig första gången i Wolfenbüttel 1585 med Dorothea av Sachsen (1563-1587).
Henrik Julius gifte sig andra gången i Köpenhamn 1590 med Elisabet av Danmark (1573-1625). Av totalt 10 barn fick paret bl.a. följande:
1. Fredrik Ulrik av Braunschweig-Wolfenbüttel (1591-1634).
2. Christian av Braunschweig-Wolfenbüttel (1599-1626), hertig av Braunschweig-Wolfenbüttel